# Woohoo
"Woohoo" je píseň americké popové zpěvačky Christiny Aguilery. Píseň pochází z jejího čtvrtého alba Bionic. Produkce se ujal producent Polow da Don. S touto písní jí vypomohla americká hip-hopová zpěvačka Nicki Minaj.

## Hitparáda
| Země           | Umístění |
| -------------- | -------- |
| USA            | 79       |
| Kanada         | 46       |
| Velká Británie | 148      |
| Hongkong       | 9        |
| Libanon        | 18       |
| Indonésie      | 4        |